# Österreichischer Bauherrenpreis 1989
Mit dem Österreichischen Bauherrenpreis der Zentralvereinigung der Architekten Österreichs wurden im Jahr 1989 die folgenden Projekte ausgezeichnet:
| Realisierung                                    | Bauherr                                                                                        | Planer                        |
| ----------------------------------------------- | ---------------------------------------------------------------------------------------------- | ----------------------------- |
| Traisenpavillon in St. Pölten                   | NÖ Landeshauptstadt Planungsges. m.b.H., N. Steiner und G. Bonelli                             | Adolf Krischanitz             |
| Kraftwerk Frauenburg in Unzmarkt                | Schwarzenberg’sche Elektrizitäts ErrichtungsGes.m.b.H. mit Dir. F. Brodschild und G. Matzinger | Günther Domenig, P. Hellweger |
| Dachausbau Falkestraße                          | W. Schuppich, W. Sporn, M. Winischhofer, M. Schuppich                                          | Coop Himmelb(l)au             |
| Ganztagsschule Köhlergasse                      | Stadt Wien, MA 19, HR SR D. Pal                                                                | Hans Hollein                  |
| Pfarrkirche und Seelsorgezentrum Baden-Leesdorf | Bauamt der Erzdiözese Wien                                                                     | Stefan Bukovac                |